# Oliveonia termitophila
Oliveonia termitophila är en svampart som först beskrevs av Oberw. & Ryvarden, och fick sitt nu gällande namn av P. Roberts 1998. Oliveonia termitophila ingår i släktet Oliveonia, ordningen Auriculariales, klassen Agaricomycetes, divisionen basidiesvampar och riket svampar.   Inga underarter finns listade i Catalogue of Life.